# 소삼신
소삼신은 한국 신화와 무속신앙의 가신 중 하나이다. 삼신이 인간 탄생의 여신인 것처럼 그녀는 가축 탄생의 여신이다.

## 숭배
대체로 소삼신은 건궁으로 숭배되었다. 건궁이란 특별한 의식 없이 마음속으로만 신을 모시는 것을 가리킨다.
소삼신은 소가 태어나기 전후 4일 동안만 제대로 숭배되었다. 소가 임신하면 가족들은 외양간에서 소삼신에게 잔치를 베풀고 소삼신에게 소의 출산을 도와달라고 부탁했다. 맑은 물을 소삼신에게 바쳤다. 소가 분만할 때 가족들은 찐 밥과 다른 음식, 더러운 물을 소삼신에게 제물로 바쳤다. 그런 다음 제물을 소에게 먹였다.
배송 후 밧줄을 왼쪽으로 매듭을 지었다. 밧줄에는 종이가 걸려 있었고, 그 밧줄은 문이나 마구간을 가로질러 늘어져 있었다. 분만 후 4일 동안 최근에 누군가가 죽은 집에 들어갔거나 죽은 것을 보거나 새로 태어난 소에 대해 나쁜 말을 한 사람은 그 집에 들어가는 것이 금지되었다. 집에서 어머니는 어린 소에게 젖을 먹이지 않을 것이다. 갓 태어난 소가 이상하게 행동하면 무당이 주문을 읽어준다.
강원도 지방에서 '산' 또는 '구능'은 소의 신이다. 산과 구능은 소삼신과 비슷하다. 산과 구능은 대부분 소가 있는 외양간 앞에 있는데, 소가 아프거나 새끼를 낳으려고 하면 집주인이 산과 구능 앞에서 기도를 한다.